# Liste Münchner Straßennamen/U

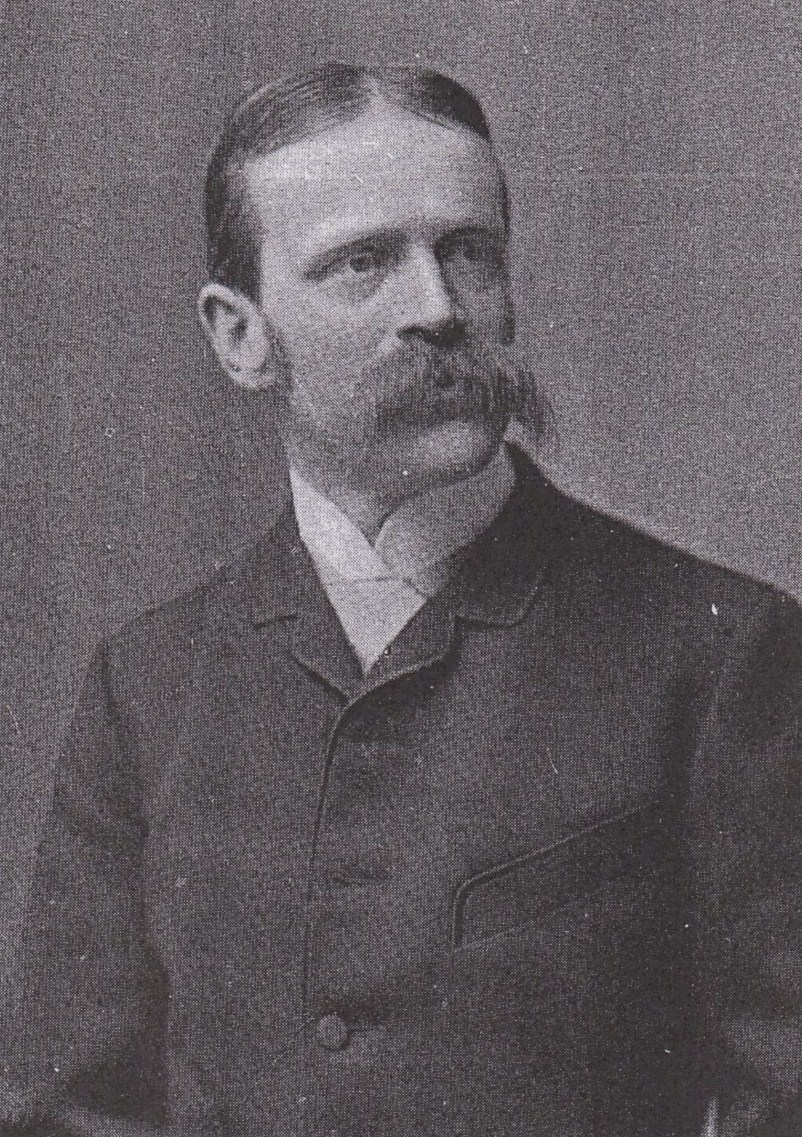
Fritz von Uhde

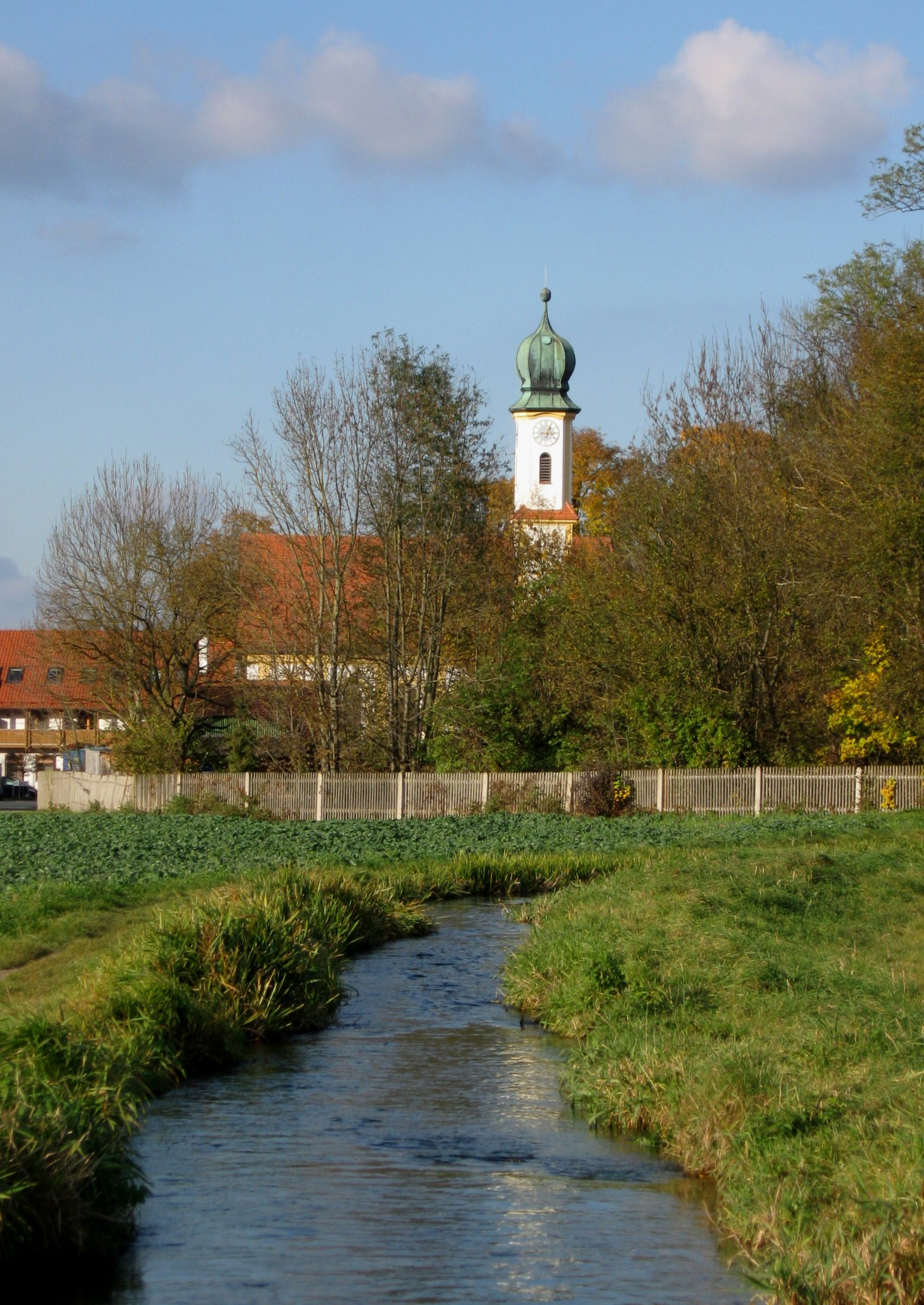
Unterbiberg

Die Liste Münchner Straßennamen listet Namen von Straßen und Plätzen der bayerischen Landeshauptstadt München auf und führt dabei auch die Bedeutungen und Umstände der Namensgebung an. Aktuell gültige Straßenbezeichnungen sind in Fettschrift angegeben, nach Umbenennung oder Überbauung nicht mehr gültige Bezeichnungen in Kursivschrift.
Aufgrund der großen Anzahl Münchner Straßennamen ist die Liste in alphabetisch sortierte Unterlisten aufgeteilt.
Ubostraße, Aubing
(1947) Ubo, Sippenführer, auf den der Ort Aubing (ursprünglich Ubingun) zurückgeht
Udalrichstraße, Hasenbergl
(1947) Udalrich, Pfarrer von Feldmoching (Ulricus plebanus de Moching)
Über der Klause, Harlaching
(1912) Marienklause, kleine Kapelle am Isarabhang
Überlinger Weg, Aubing
(1972) Überlingen, Stadt am Bodensee
Überreiterstraße, Obermenzing
(1955) Überreiter, Jagdaufseher von Menzing
Überseeplatz, Berg am Laim
(1921) Übersee, oberbayerische Gemeinde im Chiemgau
Uffinger Straße, Obersendling
(1929) Uffing am Staffelsee, oberbayerische Gemeinde
Uhdestraße, Solln
(1954) Fritz von Uhde (1848–1911), Maler
Uhlandstraße, Ludwigsvorstadt
(1886) Ludwig Uhland (1787–1862), deutscher Dichter
Ulfilasstraße, Waldperlach
(1931) Ulfilas (um 311–383), Missionar und Bischof der Westgoten
Ulmenstraße, Harlaching
(1912) Ulmen, Pflanzengattung in der Familie der Ulmengewächse
Ulrich-Corti-Straße, Lochhausen
(1970) Ulrich Arnold Corti (1904–1969), Präsident der Schweizerischen Gesellschaft für Naturkunde und Vogelschutz
Ulrich-Kortler-Weg, Pasing
(1960) Ulrich Kortler (1846–1928), Münchner Glockengießer
Ulrich-von-Hutten-Straße, Waldperlach
(1956) Ulrich von Hutten (1488–1523), Humanist
Ulrichsbergstraße, Berg am Laim
(1925) Ulrichsberg, Berg in der Gemeinde Grafling am Rande des Bayerischen Waldes bei Deggendorf
Undinestraße, Englschalking
(1934) Undine, Wassergeist
Unertlstraße, Schwabing-West
(1890) Franz Xaver Josef von Unertl (1675–1750), kurfürstlich bayerischer Geheimer Ratskanzler und Konferenzminister
Ungererstraße, Schwabing-Freimann
(1899) August Ungerer (1860–1921), Ingenieur und Straßenbahnbauer, Gründer des Ungererbads
Ungsteiner Straße, Ramersdorf
(1930) Ungstein, an der Deutschen Weinstraße gelegener Ortsteil der Rheinland-Pfälzer Gemeinde Bad Dürkheim
Unnützstraße, Gartenstadt Trudering
(1921) Vorderunnütz, Berg in Tirol
Unsöldstraße, Lehel
(1970) Johann Felix Unsöld (1852–1931), Ingenieur, Erfinder der Roheiserzeugung, was zur Errichtung der ersten künstlichen Halleneisbahn Deutschlands an der Galeriestraße (heute Unsöldstraße) führte
Unterbiberger Straße, Perlach
(1930) Unterbiberg, Ortsteil von Münchens südlicher Nachbargemeinde Neubiberg
Unterbrunner Straße, Fürstenried
(1921) Unterbrunn, Ortsteil der Gemeinde Gauting
Unter der Linde, Freimann
(1932) Linden an dieser Straße
Unterdill, Forstenried
(1912) Unterdill, ehemalige Gast- und Schießstätte am Nordrand des Forstenrieder Parks, wo früher ein Dillwächter (Wächter für die Gattertore zum Forst) wohnte
Untere Angerlohe, Allach-Untermenzing
(1938) alter Flurname
Untere Feldstraße, Haidhausen
(1856) früheren Feldweg, der vormals zu den „unteren Feldern“ der Gemeinde Haidhausen führte
Untere Grasstraße, Obergiesing
(1856) früherer Feldweg, der vormals von Giesing zu den tiefer gelegenen Wiesen an der Isar führte
Untere Hausbreite, Freimann
(1950) alter Flurname
Untere Johannisstraße, Haidhausen
(1856) Neue Pfarrkirche St. Johann Baptist
Untere Krautstraße, Moosach
(1938) Krautäcker, durch die die Straße verlief
Untere Länge, Freimann
(1950) alter Flurname
Untere Mühlstraße, Untermenzing
(1947) ehemalige Mühle Untermenzings
Untere Weidenstraße, Untergiesing
(1899) Weiden in den Isarauen
Unterer Anger, Altstadt
(1856) in Analogie zum „Oberanger“
Unterhachinger Straße, Perlach
(1930) Unterhaching, südliche Nachbargemeinde von München
Untermenzinger Straße, Moosach
(1913) Untermenzing, 1938 eingemeindeten Ort im Westen Münchens
Untermühlanger, Feldmoching
(1947) Untermühle in Feldmoching
Untersbergstraße, Obergiesing
(1903) Untersberg, Bergmassiv in den Berchtesgadener Alpen
Unterwaldenstraße, Fürstenried
(1962) Unterwalden, Gebiet der beiden Schweizer Kantone Nidwalden und Obwalden
Uppenbornstraße, Ramersdorf
(1930) Friedrich Uppenborn (1859–1907), Leiter der Münchner Elektrizitätswerke
Urbanstraße, Sendling
(1901) Urban, Name von 8 Päpsten
Uriweg, Fürstenried
(1967) Uri., Schweizer Kanton
Ursberger Straße, Berg am Laim
(1926) Ursberg, Gemeinde im bayerisch-schwäbischen Landkreis Günzburg
Ursula-Herking-Weg, Neuperlach
(1981) Ursula Herking (1912–1974), deutsche Schauspielerin und Kabarettistin
Ursulastraße, Schwabing
(1890) Kirche St. Ursula, heute St. Sylvester
Usambarastraße, Waldtrudering
(1933) Usambara-Berge in Tansania
Usedomer Straße, Milbertshofen
(1969) Usedom, Ostseeinsel
Ute-Strittmatter-Straße, Aubing-Lochhausen-Langwied
(2019) Ute Strittmatter (1964–2016), Aktivistin für die Rechte und Inklusion von Frauen und Mädchen mit Behinderungen
Uttinger Straße, Sendling-Westpark
(1921) Utting am Ammersee, oberbayerische Gemeinde
Utzschneiderstraße, Altstadt
(1844) Joseph von Utzschneider (1763–1840), Techniker, 1818–1821 zweiter Bürgermeister von München